# Niente da perdere (Simone)
Niente da perdere è un singolo del cantante Simone Tomassini, accreditato semplicemente come Simone, uscito nel 2007che avrebbe dovuto anticipare un album previsto per fine 2007/inizio 2008 ma mai uscito. Il brano è invece stato l'ultimo prima di un periodo di silenzio di Simone durato fino al 2011, anno dell'uscita del quarto album dal titolo “ Simone Tomassini”.
Simone dice di aver trovato ispirazione per la stesura di "Niente da perdere" da un suo viaggio a Cuba affermando: “È stato un viaggio che mi ha influenzato molto, mi ha fatto crescere a livello personale. Non è stato premeditato, sentivo parlare di Cuba da amici e altri artisti che ci sono stati, e volevo andare a vederla adesso, prima che là cambi qualcosa. Sono rimasto folgorato dalla popolazione, gente che ha la caratteristica di sorridere sempre, anche se è in mezzo alla strada, se ha poco da mangiare ed è in difficoltà. Così è nata l'ispirazione per ‘Niente da perdere’: se sorridono loro che hanno poco e nulla, non vedo perché non potremmo farlo noi che siamo ormai dipendenti dalla tecnologia. La loro cultura e il loro modo di pensare mi hanno dato la grinta necessaria per affrontare questo nuovo lavoro. È un singolo molto arrabbiato, ma a livello positivo, è un urlo di disperazione per fare aprire gli occhi alle persone, soprattutto quando dico ‘il tuo destino è roba tua, non permettere a nessuno di guidare al posto tuo’”.

## Tracce
Il brano venne pubblicato in un CD con due tracce audio (una versione rock e una acustica)
1. Niente da perdere (3'30")
2. Niente da perdere (versione unplugged) (3'00")
3. Niente da perdere (videoclip) (3'30")